# Graham Allan
Pour les articles homonymes, voir Allan.
Graham Robert Allan (1936-2007) est un mathématicien britannique, spécialisé dans les algèbres de Banach. Il a été lecteur en analyse fonctionnelle et vice-maître du Churchill College de l'université de Cambridge,.

## Biographie
Allan est né le 13 août 1936 à Southgate, Middlesex, en Angleterre. Après avoir servi dans la Royal Air Force de 1955 à 1957, il entre au Sidney Sussex College de Cambridge et poursuit ses études supérieures à Cambridge, obtenant un doctorat en 1964 sous la direction de Frank Smithies (en),.
Allan a passé la majeure partie de sa carrière à Cambridge, avec des intermèdes en tant que chargé de cours en mathématiques pures à l'université de Newcastle de 1967 à 1969 et en tant que professeur de mathématiques pures à l'université de Leeds de 1970 à 1978 .
De retour à Cambridge, il est promu lecteur en 1980 et vice-maître du Churchill College de 1990 à 1993. Allan a supervisé les thèses de plus de 20 doctorants de Cambridge,, dont Thomas Ransford. Il a pris sa retraite en 2003, mais a continué à enseigner après sa retraite. Il est décédé le 9 août 2007 à Cambridge.
En 1969, Allan a remporté le prix Junior Berwick de la London Mathematical Society.
Il a contribué à la section III.86 du livre The Princeton Companion to Mathematics édité par Timothy Gowers, mais n'a pas vécu pour voir son article "The Spectrum" sous forme imprimée publié en 2008.